# Mykola Vingranovski
Mykola Vingranovski (Мико́ла Степа́нович Вінграно́вський) (Bogopilj, 7. studenoga 1936. – Kijev, 27. svibnja 2004.) je ukrajinski pjesnik, pisac, dječji pisac, filmski glumac, redatelj i scenarist. Pripada šezdesetašima.
U njegovim djelima ljepota je glavnim zakonom i glavnom istinom kojom se buni protiv nesavršenstva ovog svijeta. Optuživali su ga za surrealizam i opstrukciju. U pjesmama je nježan, napet, sarkastičan te pun nacionalne svijesti i odlučnosti. Pjesničke su mu slike gotovo materijalno opipljive.
Pisao je za novine Dnipro i za ljvivski Žovtenj.
Dobitnik je ukrajinske nacionalne nagrade, nacionalna nagrada Ukrajine imena Tarasa Ševčenka 1984. godine, nagrade Blagovist, fondacije Omeljana i Tatjane Antonovič.

## Djela
- Атомні прелюди (1962.)
- Сто поезій (1967.)
- Поезії (1971.)
- На срібнім березі (1982.)
- Київ (1982.)
- Губами теплими і оком золотим (1984.)
- Цю жінку я люблю (1990.)
- З обійманих тобою днів (1993.)
- Любове, не прощавай! (1997.)

### Djela za djecu
- Андрійко-говорійко
- Мак
- Літній ранок
- Літній вечір
- Ластівка біля вікна
- На добраніч
- У глибині дощів
- Первінка

### Povisti
- Первінка
- Сіроманець
- У глибині дощів
- Світ без війни (1958.)
- Президент (1960.)
- Кінь на вечірній зорі (1986.)
- Літо на Десні (1983.)
- Наливайко (roman 199.1)* Чотирнадцять столиць України (1997., povijesni tekst)
- Манюня (2003, повість)  Arhivirana inačica izvorne stranice od 8. prosinca 2011. (Wayback Machine)